# Fachklinik Kamillushaus Heidhausen

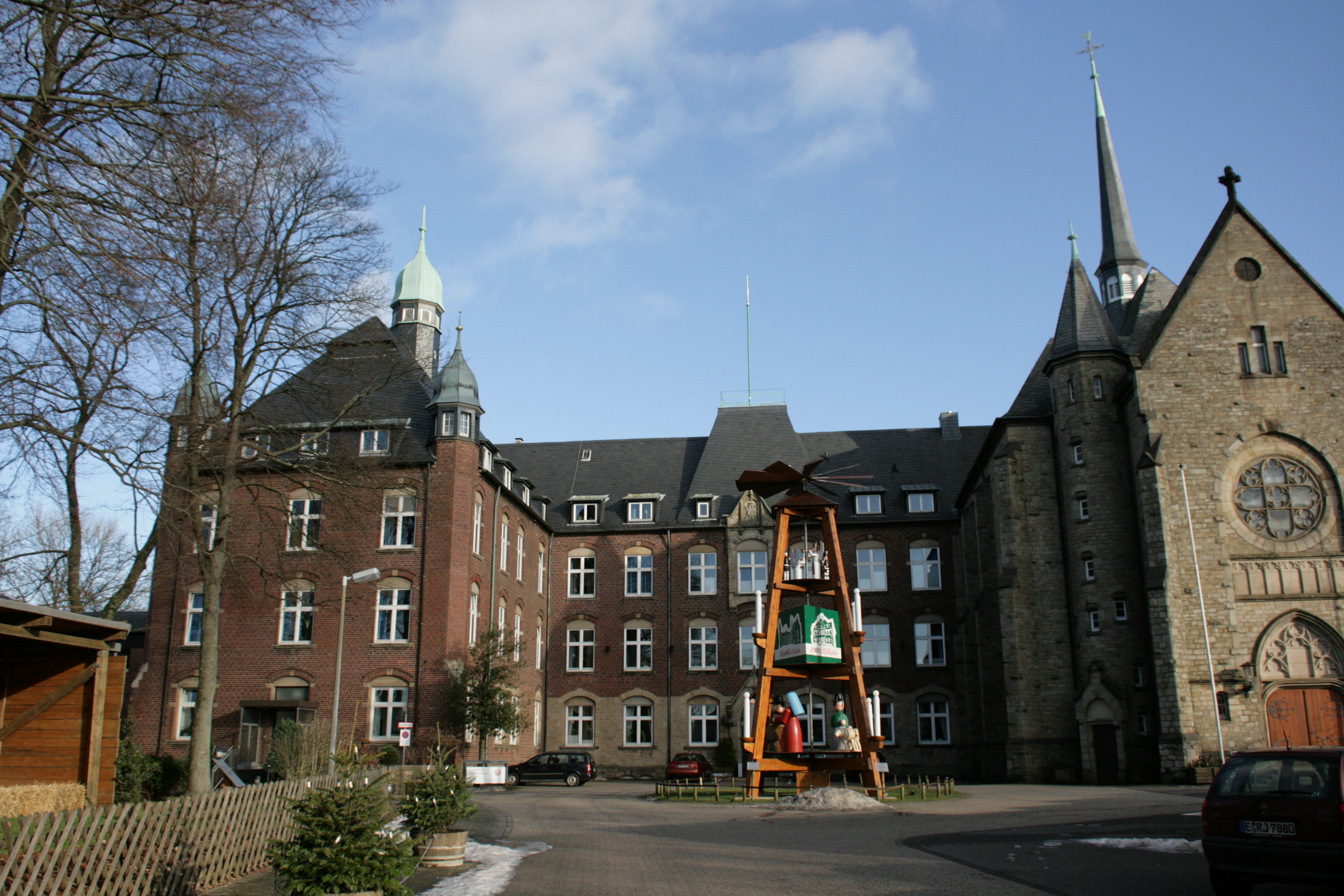
Fachklinik Kamillushaus Heidhausen

Die Fachklinik Kamillushaus Heidhausen ist eine auf Suchterkrankungen spezialisierte Einrichtung im Essener Stadtteil Heidhausen. Es ist seit 2013 Teil der Katholischen Kliniken Ruhrhalbinsel, die seit 2014 zur Contilia-Gruppe gehören.

## Einrichtung
Das Kamillushaus ist auf 

„die Behandlung von Menschen spezialisiert, die an einer Alkohol-, Medikamenten- oder Suchtmittelabhängigkeit erkrankt sind und/oder an komorbiden Störungen wie Depression, posttraumatische Belastungsstörung oder Persönlichkeitsstörung leiden.“

 Im Bereich Qualifizierter Entzug verfügt das Haus über 30 Betten, die Stationäre Rehabilitation bietet 65 Betten und die ganztägige ambulante Therapie 20 Plätze.

## Geschichte
Das Haus wurde 1901 als Heilstätte für Trunksüchtige catholischer Konfession vom Kamillianer-Orden gegründet. Im Ersten und Zweiten Weltkrieg wurde das Haus als Lazarett genutzt.
Von 1945 bis 1952 diente es als Station für Innere Medizin der im Krieg zerstörten Städtischen Krankenanstalten, dem heutigen Universitätsklinikum Essen. Danach diente das Haus wieder als Entzugsklinik. Wirtschaftliche Zwänge führten zur Abgabe des Hauses. Bis 2013 wurden 16.000 Patienten in 112 Betriebsjahren behandelt. Nach der Übernahme 2014 blieben sieben Patres im Kamillushaus aktiv.